# باراکالدو
باراکالدو (به اسپانیایی: Baracaldo) یک منطقهٔ مسکونی در اسپانیا است که در Greater Bilbao واقع شده‌است. باراکالدو ۲۵٫۰۳ کیلومتر مربع مساحت و ۱۰۰٬۲۲۸ نفر جمعیت دارد و ۳۹ متر بالاتر از سطح دریا واقع شده‌است.

## خواهرخوانده
شهر Portoviejo خواهرخواندهٔ باراکالدو هست.